# Tetirka, Cervonoarmiisk
Tetirka (în ucraineană Тетірка) este localitatea de reședință a comunei Tetirka din raionul Cervonoarmiisk, regiunea Jîtomîr, Ucraina.

## Demografie
Componența lingvistică a localității Tetirka
     Ucraineană (99,33%)
     Alte limbi (0,51%)
Conform recensământului din 2001, majoritatea populației localității Tetirka era vorbitoare de ucraineană (99,33%), existând în minoritate și vorbitori de alte limbi.